# لوماتان
لوماتان (بالفرنسية: "Le Matin" أو"Le Matin du Sahara et du Maghreb" أي "صحيفة الصباح للصحراء والمغرب") هي صحيفة مغربية يومية تصدر باللغة الفرنسية؛ تأسست في أوائل نوفمبر 1971 بعد دمجها مع صحيفة المغربي الصغير من قبل المتحدث الرسمي باسم القصر الملكي المغربي وابن عم الملك الحسن الثاني مولاي أحمد العلوي.

## تاريخ
نشر العدد الأول من الصحيفة في عام 1971 وتنتمي إلى مجموعة ماغوك سواغ (Groupe Maroc Soir) ومقرها في الدار البيضاء.
الصحيفة معروفة بمواقفها المناصرة للحكومة. صحيفتها الشقيقة هي صحيفة الصحراء المغربية وهي باللغة العربية. في 2006، انطلقت نسخة صحيفة الصباح (Le Matin) الخليجية وهي باللغة الفرنسية أيضا.
في 2001، بلغ تداوله اليومي 100,000 نسخة، ما جعلها ثانية أكبر صحيفة يومية في المغرب بعد جريدة العلم. ولكن تداوله قلص إلى 50,000 نسخة.